# Velocímetro

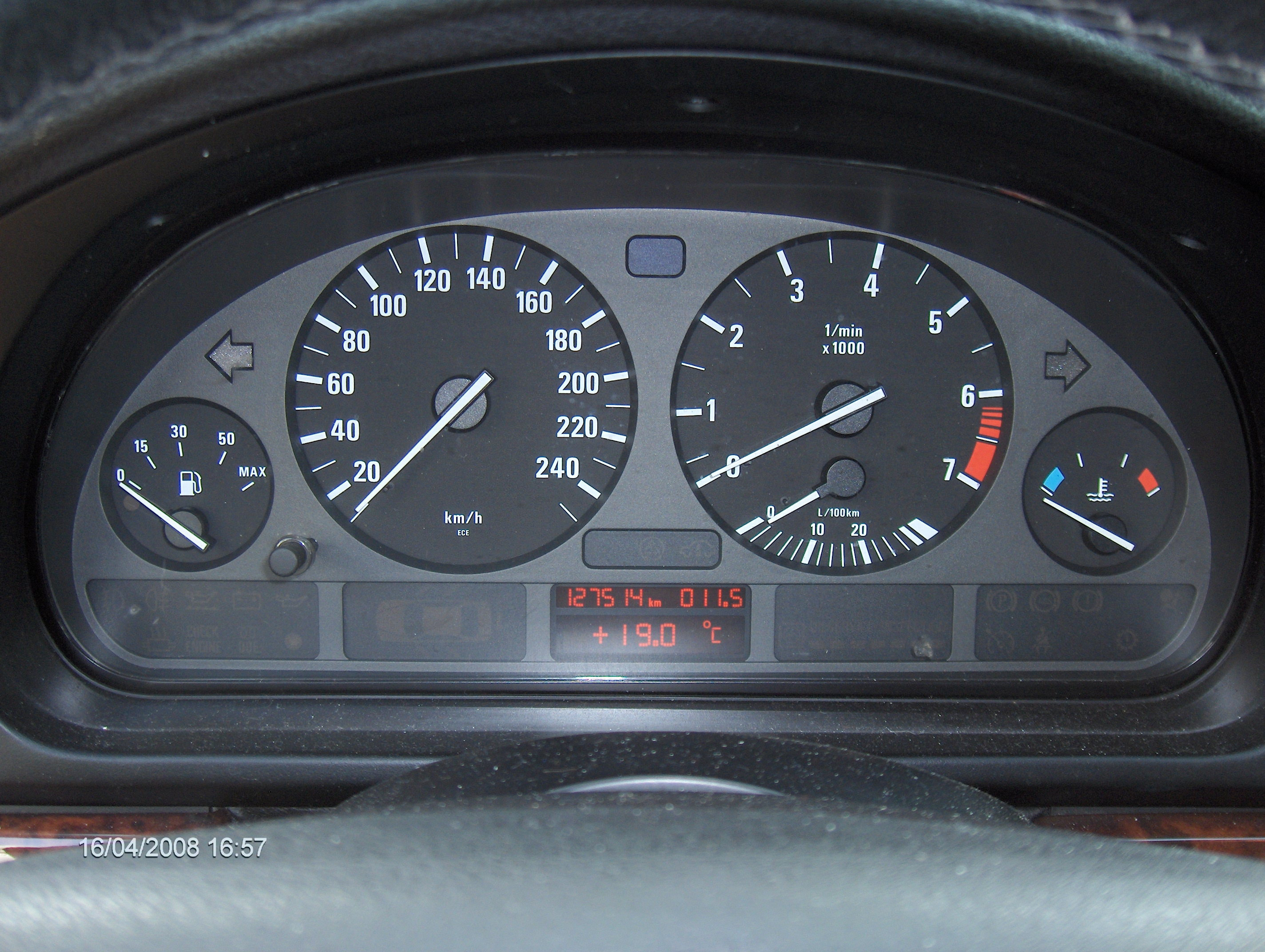
Cuadro de un automóvil que incluye un velocímetro (izquierda), un tacómetro (derecha) y un odómetro (abajo en el centro), junto con otros indicadores.

Un velocímetro es un instrumento que mide y muestra el valor de la rapidez instantánea de un vehículo.[cita requerida]

## Funcionamiento
Los velocímetros tradicionales están controlados por una resistencia recubierta tensionada por un conjunto de pequeñas ruedas dentadas en el sistema de transmisión. Sin embargo, los primeros Volkswagen Escarabajo y las motocicletas emplean un cable extorsionado por una rueda del frontal.
La forma más común de un velocímetro depende de la interacción de un pequeño imán fijado al cable con una pequeña pieza de aluminio con forma de dedal fijada al eje del indicador. A medida que el imán rota cerca del dedal, los cambios en el campo magnético inducen corriente en el dedal, que produce a su vez un nuevo campo magnético. El efecto es que el imán arrastra al dedal—así como al indicador—en la dirección de su rotación sin conexión mecánica entre ellos.
El eje del puntero es impulsado hacia el cero por un pequeño muelle. El par de torsión en el dedal se incrementa con la velocidad de la rotación del imán (que está controlada por la transmisión del vehículo). Así que un incremento de la velocidad del coche hace que el dedal rote y que el indicador gire en el sentido contrario al muelle. Cuando el par de torsión producido por las corrientes inducidas iguala al del muelle del indicador este se detiene apuntando en la dirección adecuada, que corresponde a una cifra en la rueda indicadora.
El muelle se calibra de forma que una determinada velocidad de revolución del cable corresponde a una velocidad específica en el velocímetro. Este calibrado debe de realizarse teniendo en cuenta muchos factores, incluyendo las proporciones de las ruedas dentadas que controlan al cable flexible, la tasa del diferencial y el diámetro de los neumáticos. El mecanismo del velocímetro a menudo viene acompañado de un odómetro y de un pequeño interruptor que envía pulsos a la computadora del vehículo.
Otra forma de velocímetro se basa en la interacción entre un reloj de precisión y un pulsador mecánico controlado por la transmisión del vehículo. El mecanismo del reloj impulsa al indicador hacia cero, mientras que el pulsador controlado por el vehículo lo empuja hacia la indicación máxima. La posición del indicador refleja la relación entre las salidas de los dos mecanismos.

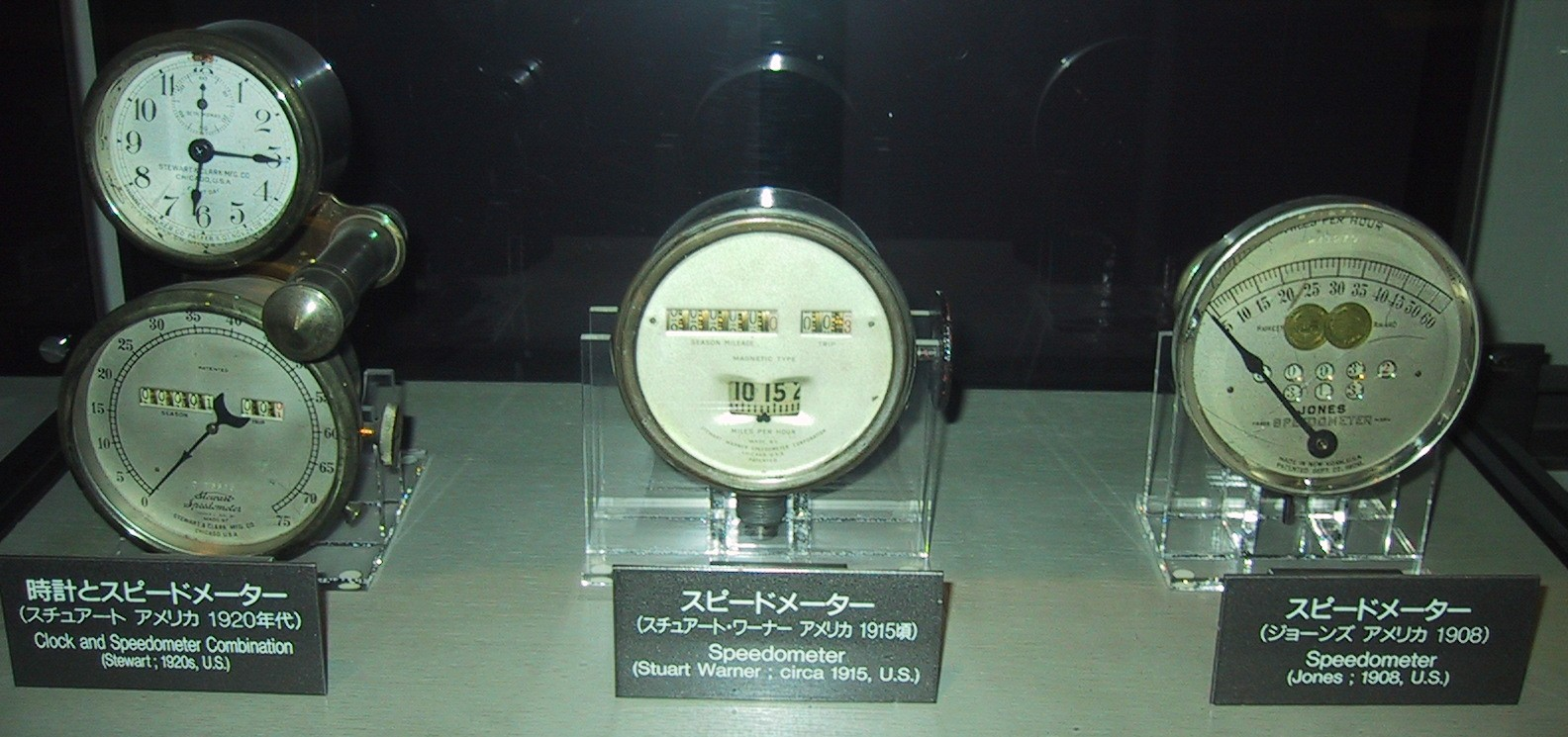
Velocímetros en el Museo del Automóvil de Toyota.

## Historia y estándares
El velocímetro fue inventado por Josip Belušić de Croacia en 1888. Los velocímetros modernos son electrónicos. Un sensor de rotación, normalmente montado en la parte trasera de la transmisión, produce una serie de pulsos eléctricos cuya frecuencia corresponde con la velocidad de rotación del eje de las ruedas. Una computadora convierte los pulsos en una cifra que corresponde con la velocidad y la muestra en un display digital o en un indicador analógico, siendo lo primero más habitual hoy en día. Los pulsos también pueden usarse para controlar el odómetro.
A partir de 1997, los estándares federales de los Estados Unidos permiten un error máximo del 5% en las lecturas del velocímetro.
Algunas modificaciones del vehículo, como el uso de neumáticos diferentes, cambios en el tamaño de las ruedas o el cambio del diferencial pueden producir imprecisiones en el velocímetro.
Los velocímetros de otros vehículos tienen nombres específicos. Por ejemplo, en las embarcaciones se llaman pit log, y en las aeronaves, indicador de la velocidad de vuelo.
Generalmente los mismos establecen la medición en kilómetros por hora y en millas por hora. Algunos vehículos poseen ambos sistemas de medición.